# Fredrik Hedlund
Fredrik Valdemar Hedlund, född 19 juni 1864 i Stockholm, död på samma ort 23 februari 1927, var en svensk skådespelare och teaterdirektör. Han var bror till skådespelaren Ellen Hartman.
Hedlund var 1886–1889 anställd som skådespelare i USA, 1889–1891 vid August Lindbergs teatersällskap, 1890–1898 och 1899–1905 vid Dramatiska teatern, 1898–1899, 1905–1914 och 1915–1918 vid Albert Ranfts teatrar samt ledde som teaterdirektör 1914–1915 och 1918–1926 Folkteatern. Hedlund spelade på sitt eget älskvärda humör och fick i komedierna stor popularitet. Bland hans roller märks Andreas Blek av Nosen i Trettondagsafton, Dardanell i Herr Dardanell och hans upptåg på landet, Anatole i Niniche, Stengel i Ära och Worthing i Mister Ernest.

## Teater

### Roller (ej komplett)

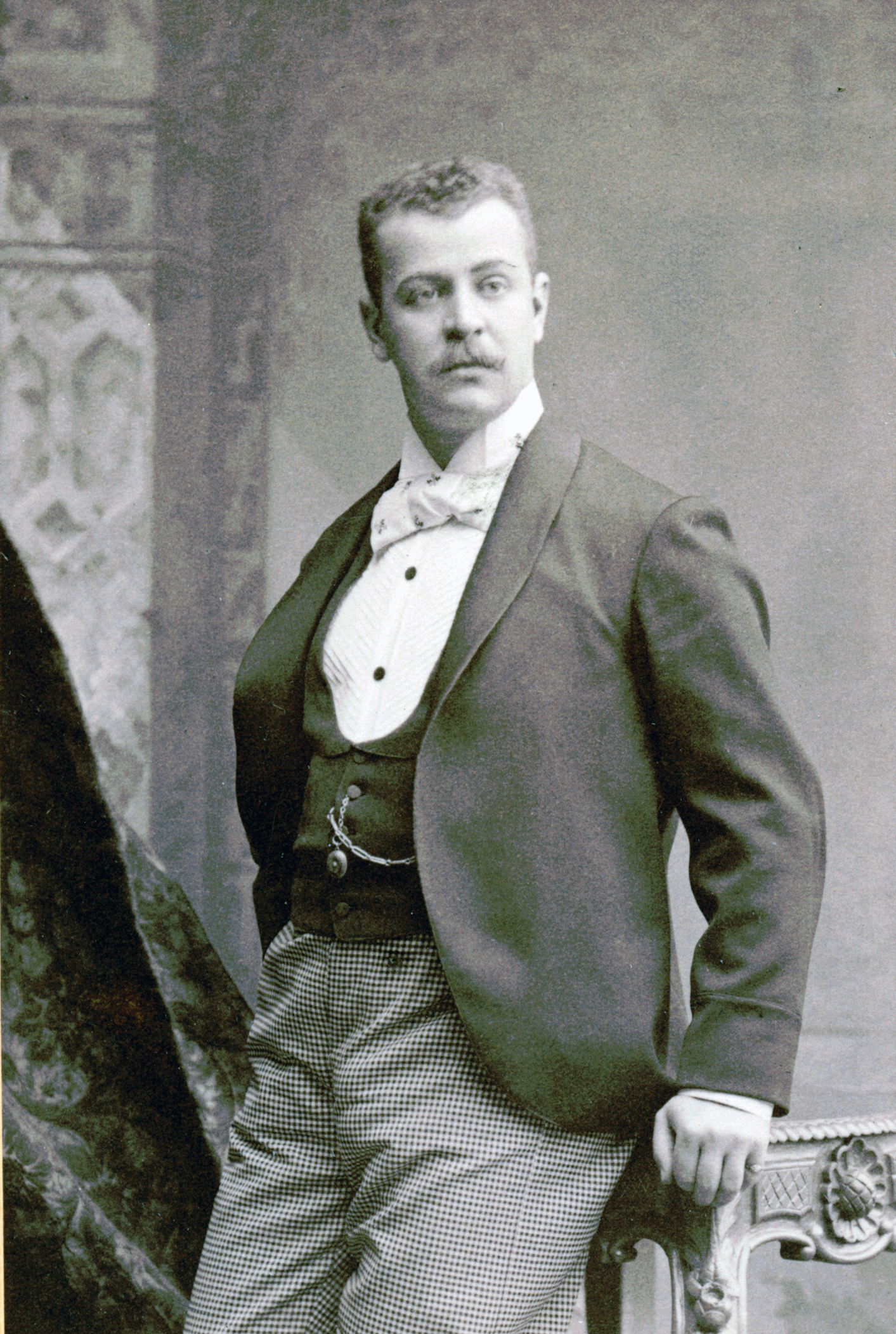
Fredrik Hedlund 1892

| År   | Roll                              | Produktion                                                                                    | Regi                     | Teater                     |
| ---- | --------------------------------- | --------------------------------------------------------------------------------------------- | ------------------------ | -------------------------- |
| 1891 | Velvitski                         | Arvskiftet Ivan Turgenjev                                                                     |                          | Dramatiska Teatern         |
| 1892 | Jakob                             | Kära släkten (Den kjære Familie) Gustav Esmann                                                |                          | Dramatiska Teatern         |
| 1893 | Tredje kusinen                    | Råttfällan                                                                                    |                          | Vasateatern                |
| 1894 | Andreas Blek af Nosen             | Trettondagsafton eller Hvad ni vill (Twelfth Night, or What You Will) William Shakespeare     |                          | Dramatiska Teatern         |
| 1898 | Lindesö, grosshandlare            | Familjen Jensen Edgard Høyer                                                                  | Albert Ranft             | Svenska teatern, Stockholm |
| 1899 | En provresande                    | Vävarna Gerhart Hauptmann                                                                     | Harald Molander          | Svenska teatern, Stockholm |
| 1900 | Le Camus                          | Zaza Pierre Berton och Charles Simon                                                          |                          | Dramatiska Teatern         |
| 1900 |                                   | Den nye bibliotekarien Gustav von Moser                                                       |                          | Dramatiska Teatern         |
| 1901 | Paul Raymond                      | Sällskap där man har tråkigt Édouard Pailleron                                                |                          | Dramatiska Teatern         |
| 1901 | Baron Delling                     | Gurli Henrik Christiernson                                                                    |                          | Dramatiska Teatern         |
| 1902 | Gaston                            | Historiska slottet Alexandre Bisson                                                           |                          | Dramatiska Teatern         |
| 1905 |                                   | Den stora hemligheten Pierre Wolff                                                            |                          | Södra Teatern              |
| 1905 | Duifs son                         | Kedjan Herman Heijermans                                                                      |                          | Vasateatern                |
| 1906 | Bankdirektör Gorst                | Spindelväven Thore Blanche                                                                    |                          | Vasateatern                |
| 1906 | Advokaten                         | Tant Cramers testamente Edgar Höijer                                                          |                          | Vasateatern                |
| 1906 |                                   | Svärmor Léon Gandillot                                                                        |                          | Vasateatern                |
| 1906 |                                   | Rosenlogen Rudolph Lothar                                                                     |                          | Vasateatern                |
| 1906 |                                   | Älskaren från Brasilien Lucien Armont                                                         |                          | Vasateatern                |
| 1907 | Rapp                              | Vackra Marseillesiskan Pierre Berton                                                          |                          | Vasateatern                |
| 1907 | Frontignan                        | Herculespillerna Maurice Hennequin                                                            |                          | Vasateatern                |
| 1907 |                                   | Två gånger två är fem Gustav Wied                                                             |                          | Vasateatern                |
| 1908 | Walter                            | Man kan aldrig veta George Bernard Shaw                                                       |                          | Vasateatern                |
| 1908 |                                   | Amatörtjuven (Raffles, The Amateur Cracksman) E. W. Hornung och Eugene Presbrey               |                          | Vasateatern                |
| 1908 |                                   | Har ni något att förtulla? Maurice Hennequin                                                  |                          | Vasateatern                |
| 1910 | Marcinelle                        | Sendraget Maurice Hennequin                                                                   | Knut Nyblom              | Vasateatern                |
| 1910 | Mr Daveport Barlow                | Penelope Somerset Maugham                                                                     | Albert Ranft Knut Nyblom | Vasateatern                |
| 1910 | von Liebenow-Memmingen            | Löjtnanten som förmyndare Leo Walter Stein                                                    | Knut Nyblom              | Vasateatern                |
| 1910 | Barthazard                        | Utan inbjudningskort Tristan Bernard                                                          | Knut Nyblom              | Vasateatern                |
| 1911 | Jules Dufauret                    | Coralie och Co Maurice Hennequin och Albin Valabrègue                                         | Knut Nyblom              | Vasateatern                |
| 1911 | Malte Thorell                     | Silkesstrumpan Algot Sandberg                                                                 | Knut Nyblom              | Vasateatern                |
| 1911 | Georges Boullaines                | Buridans åsna Robert de Flers och Gaston Arman de Caillavet                                   | Knut Nyblom              | Vasateatern                |
| 1911 | Adolphe Précorbin                 | Ballongen Paul Armont och Nicolas Nancey                                                      | Knut Nyblom              | Vasateatern                |
| 1912 |                                   | Min baby Margaret Mayo och Theo Wall                                                          |                          | Vasateatern                |
| 1912 |                                   | Korsdraget Ellen Lundberg-Nyblom                                                              |                          | Vasateatern                |
| 1912 | Niklas Grip                       | Leda och svanen Algot Sandberg                                                                | Knut Nyblom              | Vasateatern                |
| 1912 | Knut Spärling                     | Kommanditbolaget Wall, Berger & C:o Einar Fröberg                                             | Knut Nyblom              | Vasateatern                |
| 1912 |                                   | Den nakna sanningen (The Naked Truth) George Paston och W.B. Maxwell                          |                          | Vasateatern                |
| 1912 | Axel Lagerqvist                   | 4711 Algot Sandberg                                                                           | Knut Nyblom              | Vasateatern                |
| 1913 | John Worthing                     | Mister Ernst (The Importance of Being Ernest) Oscar Wilde                                     |                          | Vasateatern                |
| 1913 | Baron von Trotz-Zellin            | Min herr far Franz Arnold och Victor Arnold                                                   | Knut Nyblom              | Vasateatern                |
| 1913 | Jacob Reiner                      | Som man är klädd... Gábor Drégely                                                             | Knut Nyblom              | Vasateatern                |
| 1913 | Onkel Adolf                       | Ett modernt äktenskap (Das paar nach der mode) Raoul Auernheimer                              | Knut Nyblom              | Vasateatern                |
| 1913 | Poche                             | Borgmästarinnan (La presidente) Maurice Hennequin och Pierre Veber                            | Albert Ranft             | Vasateatern                |
| 1914 | James Cox                         | Affären Costa Negra Gustaf Janson                                                             | Knut Nyblom              | Vasateatern                |
| 1914 | Jackson Ives                      | Kontanter (Ready Money) James Montgomery                                                      | Knut Nyblom              | Vasateatern                |
| 1914 | Ludvig Klinke                     | Spanska flugan (Die spanische Fliege) Franz Arnold och Ernst Bach Översättning Algot Sandberg | Knut Nyblom              | Vasateatern                |
| 1914 | Jabotin                           | Hon – eller ingen (Une affaire scandaleuse) Paul Gavault och Maurice Ordonneau                | Knut Nyblom              | Vasateatern                |
| 1914 | Bernhard Voss                     | Kompanjonen (Der Compagnon) Adolph L'Arronge                                                  | Knut Nyblom              | Vasateatern                |
| 1914 | Pomuchelskopp                     | Livet på landet (Onkel Bräsig) Fritz Reuter                                                   |                          | Vasateatern                |
| 1914 | Herr Dardanell                    | Herr Dardanell och hans upptåg på landet August Blanche                                       |                          | Folkteatern                |
| 1914 | Sixten                            | Pojkarna på Storholmen Sigurd Wallén                                                          |                          | Folkteatern                |
| 1914 | Amandus Sivertsen, kypare         | Dagen efter Axel Breidahl                                                                     |                          | Folkteatern                |
| 1914 | Assar Wærn, detektiv              | Diamantstölden Otto Witt                                                                      |                          | Folkteatern                |
| 1914 | Lundström                         | Andersson, Pettersson och Lundström Frans Hodell                                              |                          | Folkteatern                |
| 1915 | Herr Mützelmann                   | Fröken Tralala Jean Gilbert, Georg Okonkowski och Leo Leipziger                               |                          | Folkteatern                |
| 1915 | John Barthwick, parlamentsledamot | Silverasken John Galsworthy                                                                   |                          | Folkteatern                |
| 1915 | Herr Dardanell                    | En födelsedag på gäldstugan August Blanche                                                    |                          | Folkteatern                |
| 1915 | Doktor Sarkany                    | Försvarsadvokaten Ferenc Molnár                                                               | Knut Nyblom              | Vasateatern                |
| 1916 | Cyrus Martin                      | Annonsera! Roi Cooper Megrue och Walter Hackett                                               | Knut Nyblom              | Vasateatern                |
| 1916 | Frédéric de Cermoise              | Krigsäran Maurice Hennequin                                                                   | Knut Nyblom              | Vasateatern                |
| 1916 | John Ayers                        | Lilla tuttenuttan Anthony L. Ellis                                                            | Knut Nyblom              | Vasateatern                |
| 1916 | Lucien Frontignan                 | Herkulespillerna Maurice Hennequin                                                            |                          | Vasateatern                |
| 1917 | Doktor Cornish                    | Fru Carolines friare Somerset Maugham                                                         | Knut Nyblom              | Vasateatern                |
| 1917 | Marjolin                          | Fru Marjolins gudson Maurice Hennequin, Pierre Veber och Henry de Gorsse                      | Knut Nyblom              | Vasateatern                |
| 1917 | J. P. Fenger                      | Pultronen Lechmere Worrall och Harold Terry                                                   | Knut Nyblom              | Vasateatern                |
| 1917 | Sir Samuel Lethbridge             | Lilla yrhättan H. M. Harwood                                                                  | Knut Nyblom              | Vasateatern                |
| 1917 | Arthur Falkman                    | Dollarmiljonen Anders Eje                                                                     | Knut Nyblom              | Vasateatern                |
| 1918 | Phillip Phillimore                | Äktenskapskarusellen Langdon Mitchell                                                         |                          | Vasateatern                |
| 1918 | Edward Marshall                   | Häxmästaren Georges Berr och Louis Verneuil                                                   | Knut Nyblom              | Vasateatern                |
| 1919 |                                   | En flickpension Alexandre Bisson                                                              |                          | Folkteatern                |
| 1919 |                                   | Mannen utan minne B. Decker och Robert Pohl                                                   | Otto Malmberg            | Folkteatern                |
| 1920 | Medverkande                       | Krasch, revy Karl-Ewert och Karl Gerhard                                                      | Ernst Brunman            | Folkteatern                |
| 1920 |                                   | Clara från Narvavägen Björn Hodell                                                            | Ernst Brunman            | Folkteatern                |
| 1920 |                                   | Barken Margareta Christian Bogø och J. Ravn-Jensen                                            |                          | Folkteatern                |
| 1921 |                                   | Hemslavinnor Christian Bogø och Axel Frische                                                  | Hjalmar Peters           | Folkteatern                |
| 1922 |                                   | Hemslavinnor Christian Bogø och Axel Frische                                                  | Hjalmar Peters           | Folkteatern                |
| 1923 |                                   | Hemslavinnor Christian Bogø och Axel Frische                                                  | Hjalmar Peters           | Folkteatern                |
| 1923 |                                   | Sömngångerskan Mark Swan                                                                      | Hjalmar Peters           | Folkteatern                |
| 1924 | Emil Dornwald, svärfar            | En gång om året Arthur Rebner                                                                 | Carl Barcklind           | Folkteatern                |

## Filmografi
- 1921 – Fru Mariannes friare
- 1924 – 33.333
- 1926 – Dollarmillionen